# Arrianismo en Hispania
El arrianismo en Hispania no tuvo arraigo tras su surgimiento en el Mediterráneo Oriental. No obstante, la ayuda del obispo de Córdoba, Osio, al emperador Constantino I contribuyó a solventar el conflicto en la Iglesia y ayudó a la configuración del credo de Nicea de 325.
Desde finales del siglo IV el Imperio Romano vio mermada su capacidad defensiva a causa de las invasiones germánicas. A comienzos del siglo V los vándalos, junto con suevos y alanos entran en la península. Los vándalos eran arrianos, pero su presencia solo duró un par de décadas. Los visigodos entraron en Hispania como gerentes de Roma y terminaron controlando la península tras la caída del Imperio Romano. Algunos reyes visigodos tuvieron una política intolerante hacia los católicos hispanorromanos y galo-romanos, que se fue suavizando en el siglo VI. En 587 Recaredo I se convierte al catolicismo, que, a partir del III Concilio de Toledo de 589 pasa a ser la religión del Estado y no se tolerará la libertad de culto.

## Antecedentes

### Difusión del cristianismo
El cristianismo probablemente entró en Hispania a finales del siglo I y hay constancia de su presencia en el siglo II. Durante 150 años no hubo un núcleo central cristiano sino una gran atomización. Con la convocatoria de los primeros concilios, los núcleos urbanos adoptaron cierto sentido de capitalidad religiosa y contaban con una figura episcopal relevante. Las dos grandes sedes patriarcales de la zona occidental del Imperio Romano eran Roma y Cartago, y ambas sedes se disputaban su primacía sobre las iglesias hispánicas. Aunque Roma había sido tolerante con las religiones, a partir de mediados del siglo III Decio comienza con persecuciones hacia los cristianos. La siguiente persecución fue ordenada por Valeriano aunque su sucesor, Galieno, no las llevó a cabo. Estas continuaron con Diocleciano. A comienzos del siglo IV se convocó un concilio en Elvira (la actual Granada) con 19 obispos, venidos de las cinco provincias de la diócesis de Hispania, y 24 presbíteros, mayoritaríamente de la Bética.

### Primeras invasiones germánicas
La primera invasión germánica de Hispania había tenido lugar en torno al año 100 a. C. y había sido protagonizada por teutones y cimbrios, que fueron combatidos por los celtíberos ante la pasividad de las autoridades romanas.
A partir de la década de 230 se inició en el Imperio Romano una época de crisis política y militar. En 264 francos y alamanes rebasaron la frontera imperial de Renania e invadieron la Galia e Hispania, pero fueron combatidos por Póstumo y por Sertorio. En 274 los germanos vuelven a invadir la Galia e Hispania.
Diocleciano (284 a 305) iniciará una actividad depuradora y reorganizativa del Imperio. Diocleciano creó la tetrarquía: el Imperio Romano de Occidente sería gobernado por Dioceciano y el de Oriente sería gobernado por Maximiano. Roma sería la capital simbólica y la sede del senado. Las dos capitales del Imperio serían Milán y Nicomedia. Diocleciano y Maximiano fueron los dos augustos y cada uno tenía subordinado a un César: Galerio en Sirmio y Constancio Cloro en Tréveris. En el 305 los dos augustos vieron finalizada su tarea y abdicaron. Tras esa abdicación pasaron a ser augustos Constancio Cloro, como Constancio I, y Galerio. Con la muerte de Constancio se produce una pugna dinástica entre romanos que deriva en que haya seis gobernadores, entre augustos y césares, para el Imperio. Tras esto tienen lugar una serie de maniobras de Constantino para hacerse con el poder absoluto del Imperio.
Entre esas maniobras, Constantino derrotó a Majencio la Batalla del Puente Milvio de 312. Esta batalla fue ensalzada por la cristiandad, porque, supuestamente, a Constantino se le apareció en el cielo una cruz con el lema "In hoc signo vinces" ("Con este signo vencerás"). En 313, Licino, el gobernante del Imperio Romano de Oriente, se reúnió con Constantino y firman el Edicto de Milán, en el que se consagra la libertad de culto y, por consiguiente, cesan las persecuciones a los cristianos. Finalmente, Constantino I logró hacerse con el poder de un imperio indiviso en el 324.

### Surgimiento de movimientos heréticos

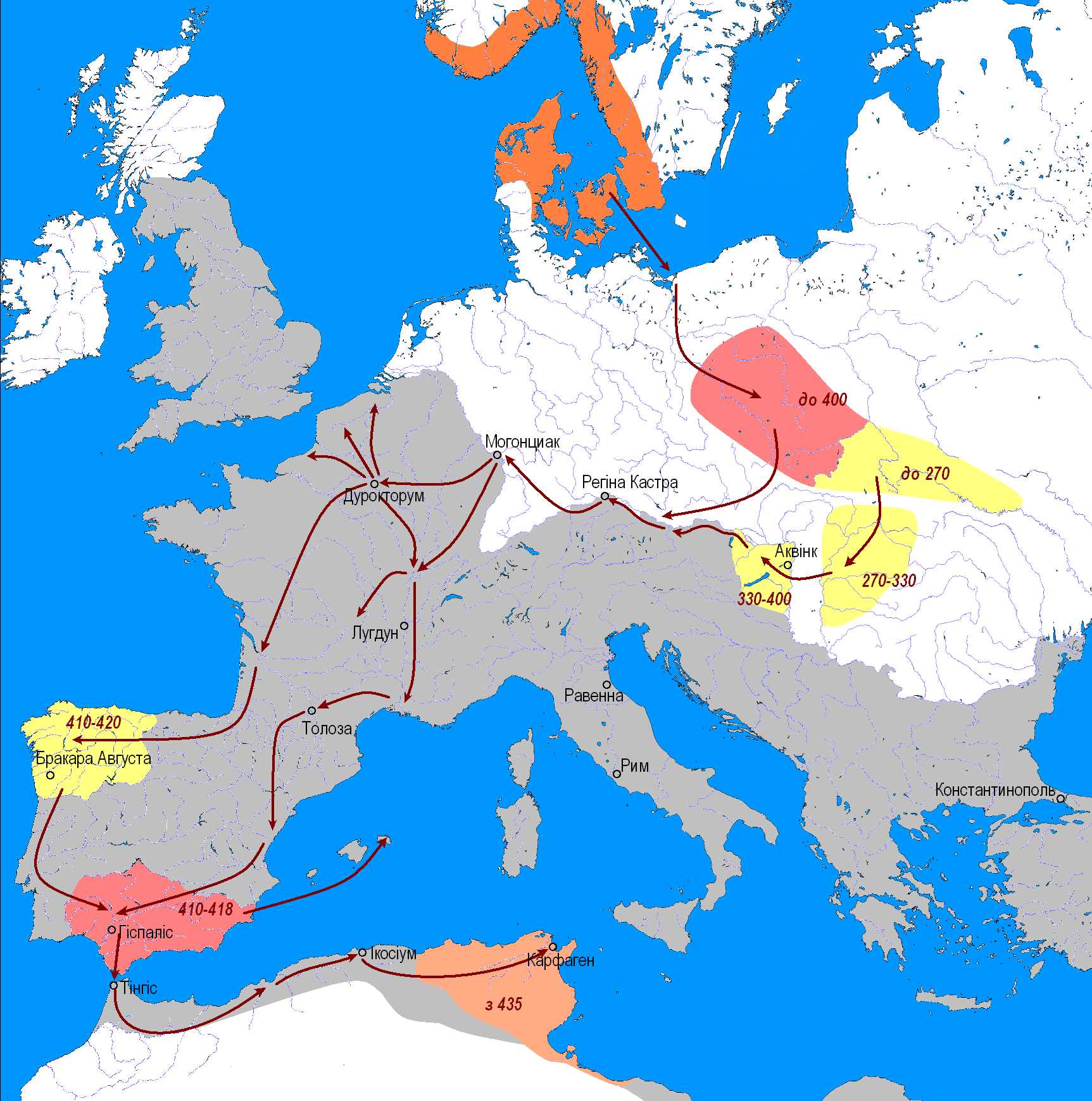
Las migraciones de los vándalos entre el 409 y el 429 introdujeron por primera vez el arrianismo en Hispania y terminaron con el donatismo en Cartago.

Los dos movimientos heréticos más importantes del siglo IV, el donatismo y el arrianismo, no tuvieron una especial transcendencia en Hispania ese mismo siglo. Sin embargo, Osio, obispo de Córdoba, si tuvo un importante papel a la hora de intentar buscar una solución.
Al morir Mansurio, obispo de Cartago, se erigió a Ceciliano. Una matrona llamada Lucila, que, según algunos autores, era hispana, se rebeló contra Ceciliano y consiguió que se escogiese como obispo de Cartago a uno de sus servidores, Donato. Al parecer, había discrepancias en la abolición del culto a los mártires por parte de Ceciliano, aunque el motivo real pudiera ser que los clérigos cartagineses habían gastado los fondos de la iglesia que Mansurio les confió antes de partir a un viaje a Roma.
Osio nació en 256 y había participado en el Concilio de Elvira, de comienzos del siglo IV. Había sufrido martirio durante las persecuciones de cristianos de Maxiniano pero había conseguido salvar la vida. En vísperas de la firma del Edicto de Milán de 313, Constantino le solicitó su ayuda para intentar frenar la herejía donatista. Osio se posicionó a favor de Cecilio y logró frenar una misión donatista enviada por Lucila a Hispania. Gracias a los consejos de Osio, Constantino se alineó también a favor de Ceciliano. No obstante, los cismáticos apelaron a la justicia imperial y el emperador encargó al papa Melquíades que decidiera. Melquíades condena a los donatistas pero estos insisten y se produce el Concilio de Arlés, al que no asisten ni el papa ni Osio, y se les condena de nuevo su herejía. El problema se alargaría hasta principios del siglo V, cuando surgió la firme oposición de san Agustín de Hipona. Mientras la disputa entre los cristianos norteafricanos tenía lugar, se produce la invasión de los vándalos de 429, que llegaban tras ser expulsados Hispania, y se pone fin al debate.

## Aparición del arrianismo y mediación de Osio de Córdoba

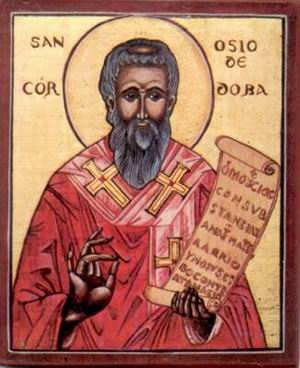
Pintura de Osio de Córdoba en Bucarest, Rumanía.

No obstante, la ayuda de Osio al emperador sería mucho más decisiva con el arrianismo. Arrio, un obispo de Alejandría, pasó a personificar la opinión de que Cristo (o Logos) había sido creado por Dios Padre antes de la creación del mundo. Esto iba en contra de la Trinidad, que dice que Dios, el Hijo de Dios y el Espíritu Santo son la misma esencia y que no tienen comienzo (son eternos). Arrio se basó en las teorías de otros teólogos anteriores, como Orígenes (siglo III).
Constantino, situándose por encima del problema, mandó una carta a ambos bandos (arriano y ortodoxo) para que se reconciliasen. No obstante, esto no surtió efecto, de modo que el emperador envió a Osio a Alejandría para que recabase información sobre el problema e intentara solventarlo. No obstante, el intento fue en vano, y el emperador convocó un concilio en Nicea en el 325 para solventar este asunto. Osio, como el prelado más influyente, sería el encargado de presidirlo. Las tres opiniones básicas de Osio terminaron recogidas en el credo de Nicea, y son: "[El Hijo] engendrado, no creado", "de la misma substancia del Padre", "consubstancial al Padre". Esta última frase, que en su versión original se definía como "homousio", fue especialmente condenatoria para el arrianismo. En este concilio, la divinidad total de Cristo, al mismo nivel que el Padre, quedó fijada.

## El arrianismo godo

Extensión del Reino Visigodo hacia principios del. Nótese que controlaban la Aquitania (suroeste francés) y la Septimania (sureste francés).

Los romanos habían librado ya varias batallas contra los pueblos germánicos, que habían involucrado también a Hispania. Diocleciano logró derrotarlos en los Balcanes y, a raíz de eso, se produjo una división entre ostrogodos y visigodos.
Los visigodos eran arrianos desde la época en que el emperador Valente les dio tierras en la orilla derecha del Danubio, pues habiendo pedido a este emperador que les iniciara en la religión de los romanos, el arriano Eusebio de Nicomedia les envió al obispo Ulfilas, arriano, que les convirtió a su doctrina.
Cuando Teodosio I muere en 395 divide el imperio en dos, el de oriente se lo cede a Arcadio y el de occidente a Honorio. Ambos se enzarzaron en guerras fratricidas y toleraron invasiones bárbaras del contrario. Por ello, los visigodos se hicieron con Tracia, Macedonia, Grecia e Iliria. En el año 406 los pueblos germánicos de los vándalos, los suevos y los alanos presentan batalla en el Rin y monarca visigodo Alarico I sale de Iliria e invade el norte de Italia. Mientras tanto, Britania, desguarnecida, es invadida, desde el norte, por pictos y escotos, y, desde el continente europeo, por los sajones.

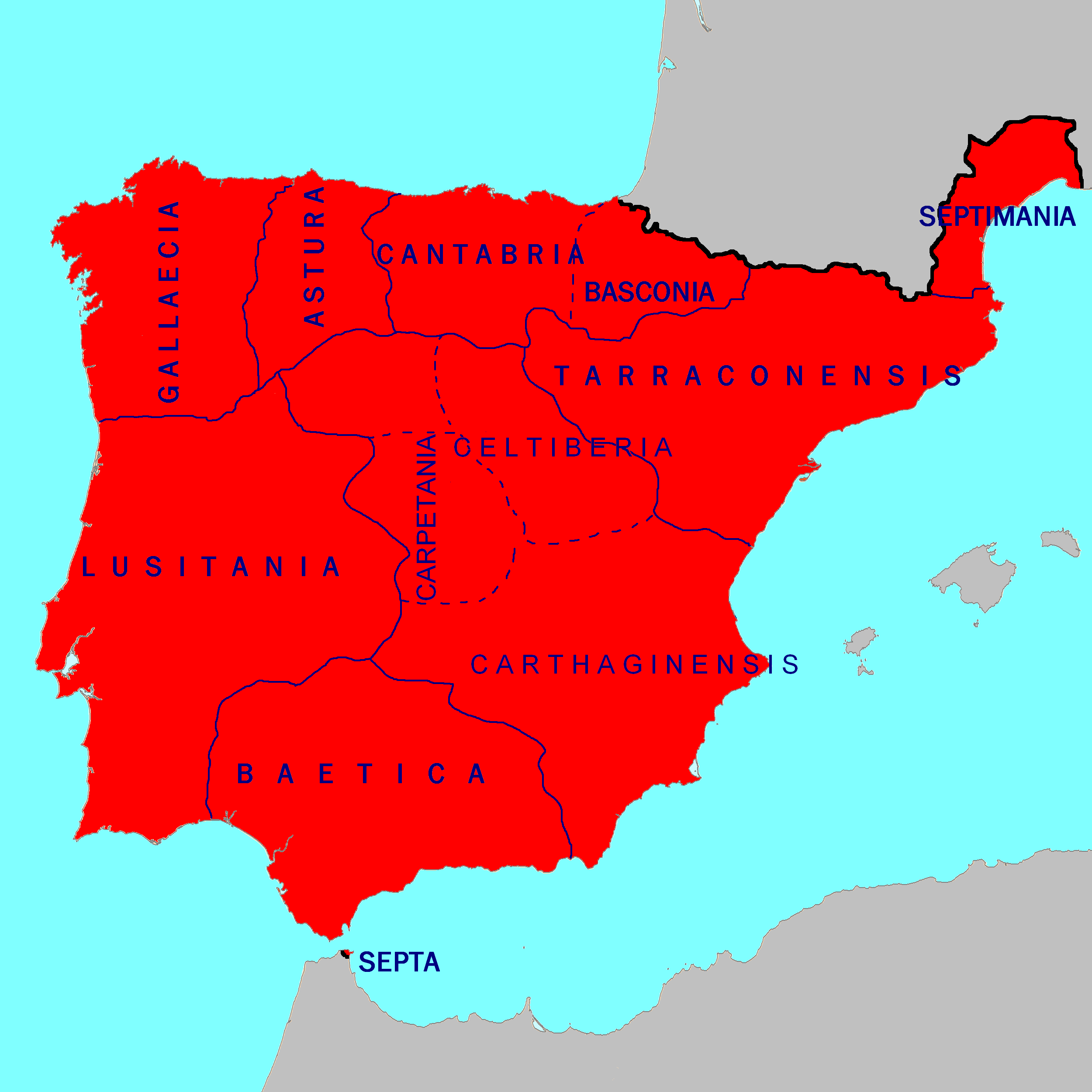
Hispania visigótica hacia el año 700. Se había quitado Galicia y Lusitania a los suevos pero Aquitania había caído en manos francas y los visigodos hispanos solo controlaban la Septimania.

Los vándalos se habían hecho arrianos cuando el emperador Constantino les permitió establecerse en la Panonia. Los suevos eran paganos y los alanos tuvieron muy poca presencia cultural en la península ibérica.
Suevos, vándalos y alanos invadieron la Galia. A esto hubo que sumar las invasiones de los hunos por el este. Invadieron Hispania en 409 y, tras dos años de conquista, deciden repartirse el territorio por tribus. Por su parte, el visigodo Alarico saquea Roma en 410.
Tras la muerte de Alarico los visigodos se asientan en el noreste italiano y ejercen de árbitros de las guerras civiles entre romanos. El sucesor de Alarico, Ataúlfo, invade la Tarraconense con la idea de poder controlar posteriormente el norte África. No obstante, tanto Ataúlfo como su sucesor, Sigerico, mueren asesinados por complots. El sucesor, Valia, conduce a los visigodos hasta el estrecho de Gibraltar, pero la inexperiencia náutica de este pueblo les impide cruzar masivamente a la Mauritania Tingitana. Dadas las circunstancias, se instalan al norte de los Pirineos y realizan un pacto con Roma para controlar un territorio de sur de Francia, la Septimania. El compromiso de los visigodos era actuar de mediadores de Roma contra los suevos, los vándalos y los alanos de Hispania. Los visigodos conquistan Hispania, donde son recibidos con cierta simpatía y derrotan a los alanos y a los vándalos, que deciden pasar al norte de África en 429, saquean los territorios romanos del noroeste africano y fundan allí un reino propio. Los suevos permanecerían en Galicia hasta el reinado de Leovigildo, en el siglo VI.

### Relación entre los católicos y los arrianos
Los arrianos visigodos debieron lidiar con el catolicismo de los pueblos que dominaban. Teodorico II comprendió que necesitaba el apoyo de los galo-romanos para seguir en el poder allende de los Pirineos. Por ello, envió a un obispo católico a fomentar la paz en esa región. Teodorico, según Salviano, era católico aunque de cara a la galería era arriano, y pasaba muchas horas rezando. Esta conducta le granjeó la simpatía de todos los cristianos. Por iniciativa de Teodorico, regresaron a sus puestos los obispos católicos de Aquitania Novempulania y de la Galia Narbonense, que eran regiones que los vándalos habían asolado.
Eurico se distinguió por su fanatismo arriano. Realizó una persecución religiosa de los católicos y perecieron los obispos de Perigueux, Limoges, Burdeos, Mende, Bazas, Auch y Conserans. Los habitantes de Eause quisieron defender a su obispo, pero este fue ejecutado y la ciudad fue desmantelada. Posteriormente, Eurico intentó inculcar el arrianismo a aquellas ciudades pero fracasó en el intento. Los habitantes de Bigorra, apoyados por su obispo, san Fausto, rechazaron abjurar de su fe y Eurico le perdonó la vida. Eurico quitó los techos a las iglesias católicas y retiró las puertas de las basílicas y se prohibió a los católicos reunirse, lo que continuaron haciendo en la clandestinidad, en cuevas y bosques. Estas políticas llevaron a muchos a crear capillas y ermitas en los montes para los pastores católicos.
Los obispos de las Galias seguían animando a la rebelión a los fieles contra los visigodos. El hijo de Eurico continuó con la represión. Volusiano, obispo de Tours, fue decapitado, san Cesáreo de Arlés, desterrado algún tiempo, y bandas de arrianos recorrieron los Pirineos saquearon las iglesias, maltratando a los fieles y matando a los obispos. Galactorio de Bearne atacó con milicias de campesinos a estos bandoleros arrianos cerca de Mimissan, pero fue vencido y hecho prisionero. Se le ofreció que abjurara de su fe pero no quiso y le degollaron.
Se culpó de todo esto al monarca visigodo y el monarca franco Clodoveo I aprovechando el apoyo que le ofrecían los obispos del Sur para intervenir como protector de los católicos, en alianza con el monarca de los Burgundios venció a Los visigodos y dio muerte a Alarico II en la Batalla de Vouillé, cerca de Poitiers, y empezaron a arrebatarles a los visigodos varias plazas importantes de la Aquitania para su control. Solo la llegada de destacamentos del rey ostrogodo Teodorico el Grande al Sur de Las Galias hicieron desistir a los Francos y Burgundios de arriesgar desencadenar un conflicto más extenso contra ambos pueblos godos unificados e intentar apoderarse de las provincias mediterráneas, la Septimania y Provenza al otro lado del Pirineo. Las poblaciones católicas de la Galia intentaron seguir ejemplo de Clodoveo y se afanaron en expulsar a los visigodos. Esto produjo la creación del pueblo de los agotes que profesaban un arrianismo mezclado con politeísmo escandinavo. Siglos después fueron bautizados en el catolicismo, pero siempre fueron mal considerados.
La hija de Clodoveo, Clotilde, contrajo matrimonio con el rey visigodo Amalarico para conseguir la paz. No obstante, Amalarico era muy creyente e intentó que Clotilde abjurase del catolicismo, lo que generó otra guerra entre visigodos y franceses que le costó la vida a Amalarico. A pesar de eso, Amalarico había intentado cierta política de tolerancia permitiendo dos concilios católicos: uno en Tarragona y otro en Barcelona.
Para ganarse a los hispanos de herencia cristiana-romana, Teudis favoreció el ejercicio de la religión católica y autorizó a obispos a celebrar todos los años un concilio en Toledo, en el centro de la península. El catolicismo siguió ejerciéndose bajo el reinado de Atanagildo. Sus dos hijas, Galswinta y Brunegilda, se casaron con reyes francos y abjuraron del arrianismo.
La conversión al catolicismo de Recaredo I se produjo en 587 y, tras él, se produjo la conversión de la nobleza goda del reino visigodo de Toledo. La formalización de la conversión se produjo durante el III Concilio de Toledo celebrado en 589. En la conversión influyó la rebelión de san Hermenegildo, hermano de Recaredo, que tuvo lugar al final del reinado del padre de ambos, Leovigildo. Con la conversión se puso fin a la división entre los gobernantes godos arrianos y sus súbditos hispanorromanos –y galorromanos de la Septimania- católicos. No obstante, con la conversión al catolicismo, se acabó también la relativa tolerancia religiosa que se había vivido hasta entonces en el reino visigodo de Toledo: los arrianos fueron considerados herejes y los judíos sufrieron una gran persecución a lo largo del siglo VII.